# Julius Hillemann-Jensen
Julius Hillemann-Jensen (ur. 27 października 1860 w Kopenhadze, zm. 26 października 1930) – duński strzelec, olimpijczyk.
Startował na Letnich Igrzyskach Olimpijskich 1908. Wystąpił w karabinie wojskowym drużynowo, w którym zajął 8. miejsce.

## Wyniki

### Igrzyska olimpijskie
| Igrzyska    | Konkurencja                 | Wynik                                               | Miejsce | Źródło |
| ----------- | --------------------------- | --------------------------------------------------- | ------- | ------ |
| Londyn 1908 | Karabin wojskowy, drużynowo | 1909 pkt. (druż.) 307 pkt. ind. (65–60–62–48–45–27) | 8       | [ 1 ]  |